# El futuro de las ideas
El futuro de las ideas es un libro publicado por el catedrático de derecho de la Universidad de Stanford Lawrence Lessig en 2001 en el que expresa su desacuerdo con la extensión de la duración del copyright en los EE. UU..

## Temática
El libro es una continuación de su anterior trabajo El código y otras leyes del ciberespacio (libro actualizado por el autor bajo el título El código 2.0).

## Distribución del libro
El libro está disponible bajo licencia Creative Commons Attribution-Noncommercial.

## Otros trabajos
Lessig ha escrito otros libros relacionados como Cultura libre o Remix.